# Trigono

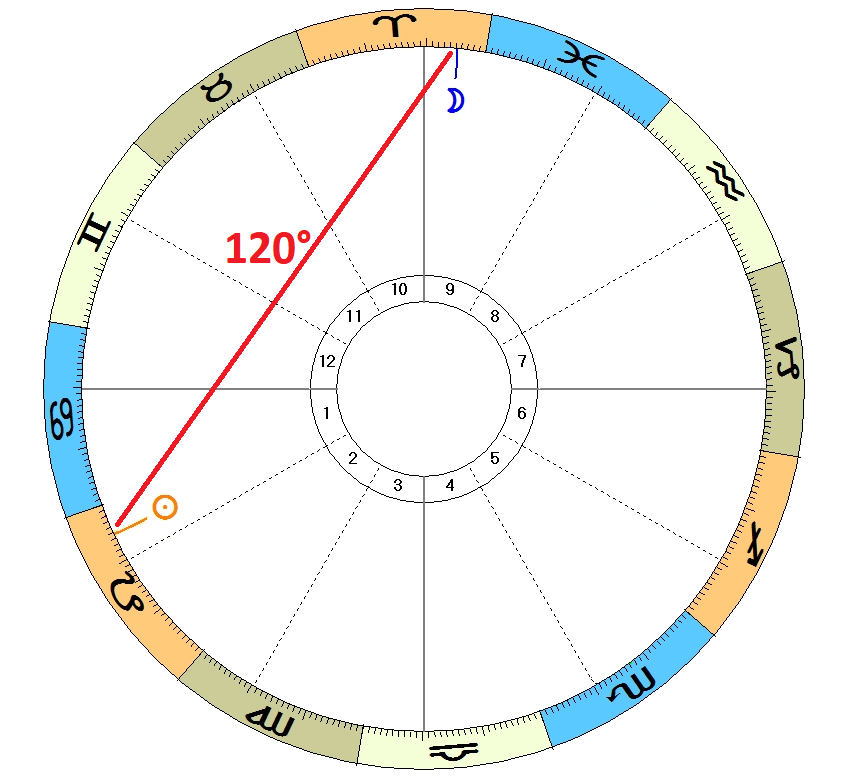
Trigono della Luna al Sole che forma un angolo di 120 gradi sullo zodiaco, nell'esempio in due segni di fuoco (Ariete e Leone).

Il trigono, in Astrologia, è l'aspetto tra due pianeti corrispondente a una distanza angolare di 120 gradi sullo zodiaco. Il suo simbolo astrologico è △.
I trigoni costituiti dai segni zodiacali appartenenti ad una stessa natura (fuoco, aria, acqua, o terra) si chiamano propriamente triplicità.

## Significato

Simbolo del trigono.

Il trigono è considerato il più armonico e quindi favorevole tra gli aspetti. Indica un'integrazione positiva tra le caratteristiche simboleggiate dai due pianeti che lo formano, anche quando esse sono assai diverse tra loro o addirittura contrastanti.
In tal caso, infatti, i pianeti provano simpatia o affinità derivante dal trovarsi sullo stesso elemento che connota una triplicità di segni.
Ad esempio: 
- un trigono della Luna al Sole in un oroscopo può indicare buona salute, acquisizione di favori, ritrovamento di oggetti perduti;[3]
- la Luna in trigono a Mercurio la capacità di esprimere al meglio i propri sentimenti;[5]
- la Luna in trigono a Venere un periodo propizio per i matrimoni, le questioni sentimentali, i piaceri e le gentilezze;[3]
- la Luna in trigono a Marte successo negli esercizi fisici e nelle iniziative sportive e militari;[3]
- la Luna in trigono a Giove prosperità in tutti i campi, specialmente nelle imprese, nei viaggi e nel denaro;[3]
- la Luna in trigono a Saturno induce profondità di riflessione e predisposizione ai lavori lenti che richiedono pazienza.[3]

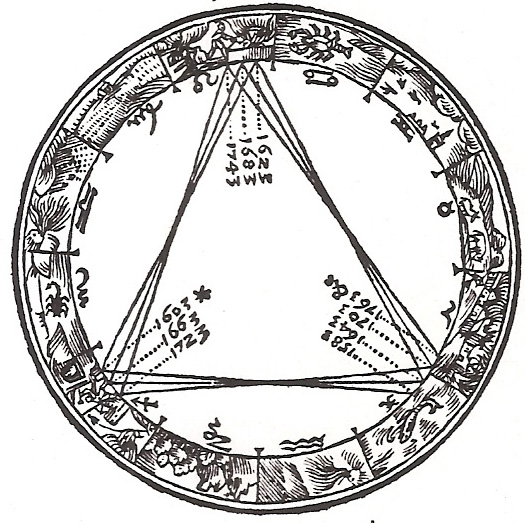
I trigoni delle congiunzioni Giove-Saturno, soggetti a rotazione, raffigurati da Johannes Keplero con l'indicazione dei loro anni, in De Stella Nova (1606)

### Trigono di congiunzione planetaria
Si parla di trigono anche in riferimento alle congiunzioni tra pianeti che si verificano nel tempo ad una distanza spaziale di 120 gradi l'una dall'altra, ritenute portatrici di presagi celesti. La più nota di queste congiunzioni è quella tra Giove e Saturno, che avviene ogni 20 anni ad una distanza di quasi 120 gradi dalla precedente. In tal modo la loro terza congiunzione ritorna dopo circa 60 anni in prossimità della prima, sebbene con uno spostamento di circa 8° rispetto alle stelle fisse: non più di quattro di queste congiunzioni si verificano pertanto nello stesso segno zodiacale.